# RD-214
Ne doit pas être confondu avec RD-0214.
Le RD-214 (indice GRAU 8D59) était un moteur-fusée à ergols liquides, brûlant du AK-27I (un mélange de 73 % d'acide nitrique et de 27 % de N2O4 + iode comme passivant) et du TM-185 (un mélange de kérosène et d'essence) selon le cycle générateur de gaz,. Comme sur la plupart des moteurs influencés par le V2, la turbine unique était entraînée par la vapeur générée par la décomposition catalytique de H2O2. Il avait également quatre chambres de combustion et la contrôle de l'orientation était réalisé par des déflecteurs réfractaires situés dans l'échappement de la tuyère.

## Développement
Pour pouvoir utiliser des ergols stockables et avoir une poussée plus élevée, l'OKB-456 de Glouchko développa le RD-211, qui avait quatre chambres de combustion, chacune ayant une poussée double de celle du RD-100, une adaptation russe du moteur A-4 du V-2. Les quatre chambres étaient alimentées par une unique turbopompe entraînée par la vapeur générée par la décomposition catalytique de H2O2. Lorsqu'arrivèrent les spécifications du projet de missile de croisière Buran, une version pour cette application fut développée, le RD-212. Malheureusement, les RD-211 et RD-212 se révélèrent trop faibles pour l'application et le projet fut abandonné en faveur du RD-213. Lorsque OKB-586 de Yanguel fut chargé de développer le premier missile balistique à ergols stockables de l'arsenal soviétique, le RD-211 se révéla trop faible. Par conséquent, le projet fut définitivement abandonné et le RD-214 plus puissant fut développé. Bien que le refus de Korolev d'utiliser des ergols toxiques le mit hors de la course au développement des missiles balistiques, la conception générale du RD-211 servit de base pour les moteurs RD-107/RD-108, qui s'avérèrent les moteurs-fusées les plus utilisés de l'histoire de l'astronautique.
Le R-12 initial était un missile lancé depuis un pas de tir. Il avait des faiblesses significatives en termes de temps de préparation et de vulnérabilité. Par conséquent, le R-12U lancé depuis un silo fut développé. Pour cette version, le moteur RD-214U fut conçu. Lorsque Yanguel utilisa le R-12U comme base pour la fusée Kosmos-2 63S1, le moteur RD-214F fut développé et testé au banc, mais finalement les R-12U en stock furent utilisés comme premier étage. Ce qui fut le cas pour tous les 63S1M et 11K63 suivants,,.

## Versions
Plusieurs versions de ce moteur ont été étudiées :
- RD-211 : indice GRAU 8D57. Conception initiale pour le R-12. Basé sur le RD-100, lui-même une adaptation du moteur A-4 du V-2 A4. Ce moteur avait déjà quatre chambres de combustion séparées, une turbopompe entraînée par la vapeur issue de la décomposition de H2O2 et des déflecteurs dans l'échappement pour diriger la fusée[8],[5].
- RD-212 : indice GRAU 8D41. Développé initialement à partir du RD-211 pour le projet de missile de croisière Buran. Projet abandonné en faveur du RD-213 à cause d'une poussée insuffisante[8],[6].
- RD-213 : indice GRAU 8D13. Similaire au RD-214. Développé pour le projet de missile de croisière Buran. Annulé avec le projet[8],[7].
- RD-214 : indice GRAU 8D59. Version initiale du moteur conçue pour le R-12 (8K63)[8].
- RD-214U : indice GRAU 8D59. Version améliorée du moteur. Équipa le missile R-12U (8K63S) et la fusée Kosmos-2 (11K63)[8].
- RD-214F : indice GRAU 11D45. Projet pour la version initiale de Kosmos-2 (63S1)[8].

| Moteur                         | RD-211 | RD-212 | RD-213 | RD-214 | RD-214U | RD-214F |
| ------------------------------ | --- | --- | --- | --- | --- | --- |
| AKA                            | 8D57 | 8D41 | 8D13 | 8D59 | 8D59U | 11D45 |
| Développement                  | 1953-1955 | 1954-1956 | 1956-1957 | 1955-1959 | 1959-1960 | 1960-1962 |
| Type moteur                    | Générateur de gaz                                                                                            | Générateur de gaz                                                                                            | Générateur de gaz                                                                                            | Générateur de gaz                                                                                            | Générateur de gaz                                                                                            | Générateur de gaz                                                                                            |
| Ergols                         | AK-27I (73% acide nitrique, 27% N2O4 et iode comme passivant) / TM-185 (un mélange de kérosène et d'essence) | AK-27I (73% acide nitrique, 27% N2O4 et iode comme passivant) / TM-185 (un mélange de kérosène et d'essence) | AK-27I (73% acide nitrique, 27% N2O4 et iode comme passivant) / TM-185 (un mélange de kérosène et d'essence) | AK-27I (73% acide nitrique, 27% N2O4 et iode comme passivant) / TM-185 (un mélange de kérosène et d'essence) | AK-27I (73% acide nitrique, 27% N2O4 et iode comme passivant) / TM-185 (un mélange de kérosène et d'essence) | AK-27I (73% acide nitrique, 27% N2O4 et iode comme passivant) / TM-185 (un mélange de kérosène et d'essence) |
| Pression chambre de combustion | 3,923 MPa | 3,923 MPa | 4,66 MPa | 4,36 MPa | 4,36 MPa | 4,38 MPa |
| Poussée, vide                  | 642,3 kN | 622,7 kN | 749,2 kN | 730,2 kN | 730,6 kN | 729,6 kN |
| Poussée, niveau de la mer      | 549,2 kN | 559 kN | 686,5 kN | 635,2 kN | 635,5 kN | 635,5 kN |
| Isp, vide                      | 253 s | 254 s | 264 s | 264 s | 264 s | 264 s |
| Isp, niveau de la mer          | 224 s | 227 s | 231 s | 230 s | 230 s | 230 s |
| Durée de fonctionnement        | 122 s | 100 s | 110 s | | 140 s | |
| Hauteur                        | 2 700 mm | 2 500 mm | 2 500 mm | 2 380 mm | 2 380 mm | 2 380 mm |
| Diamètre                       | 1 650 mm | 1 480 mm | 1 480 mm | 1 500 mm | 1 480 mm | 1 480 mm |
| Masse                          | 635 kg | 642 kg | 625 kg | 655 kg | 655 kg | 655 kg |
| Utilisation                    | Projet R-12 (8K63)                                                                                           | Projet Buran                                                                                                 | Projet Buran                                                                                                 | R-12 (8K63)                                                                                                  | R-12U (8K63S) Kosmos-2 (11K63)                                                                               | Projet pour Kosmos-2 (63S1)                                                                                  |